# La Pleta de Bolvir-Ger
La Pleta de Bolvir-Ger – miejscowość w Hiszpanii, w Katalonii, w prowincji Girona, w comarce Baixa Cerdanya, w gminie Ger.
Według danych INE z 2005 roku miejscowość zamieszkiwała jedna osoba.